# Municipio de Blaine (condado de Jerauld)
El municipio de Blaine (en inglés: Blaine Township) es un municipio ubicado en el condado de Jerauld en el estado estadounidense de Dakota del Sur. En el año 2010 tenía una población de 70 habitantes y una densidad poblacional de 0,75 personas por km².

## Geografía
El municipio de Blaine se encuentra ubicado en las coordenadas 43°59′11″N 98°23′39″O / 43.98639, -98.39417. Según la Oficina del Censo de los Estados Unidos, el municipio tiene una superficie total de 93.26 km², de la cual 92,1 km² corresponden a tierra firme y (1,24 %) 1,16 km² es agua.

## Demografía
Según el censo de 2010, había 70 personas residiendo en el municipio de Blaine. La densidad de población era de 0,75 hab./km². De los 70 habitantes, el municipio de Blaine estaba compuesto por el 100 % blancos. Del total de la población el 0 % eran hispanos o latinos de cualquier raza.